# Визитная карточка
Визитная карточка (визитка) — небольшая декоративная карточка, которую носят с собой, чтобы представить себя другим. Изготавливается из бумаги, картона или пластика небольшого формата. В XVIII и XIX веках, особенно среди высших слоев общества, было принято оставлять визитную карточку при посещении кого-либо (что означает посещение его дома или рабочего места).
Визитка включает имя владельца, компанию (обычно с логотипом) и контактную информацию (адрес, телефонный номер и/или адрес электронной почты).

## Виды визиток
Визитки условно можно разделить на виды: личные (семейные), деловые и корпоративные.
Личные визитки в основном используются в неформальном общении при дружеском знакомстве. Также популярны они среди фрилансеров. В такой визитке, как правило, указываются имя, фамилия и телефонный номер владельца. Должность и адрес в этой визитке можно опустить. Печать визитки может быть исполнена в любом стиле и разрабатываться в соответствии с индивидуальными предпочтениями владельца.
Корпоративная визитная карточка, как правило, не содержит имён и фамилий. При печати в ней указывается информация о компании, сфера деятельности, перечень предоставляемых услуг, контактные телефоны, карта проезда, адрес веб-страницы. Обычно корпоративная визитка отражает фирменный стиль компании. Имеет рекламный характер и в основном используется на выставках, конференциях, съездах.
Деловая визитка используется в бизнесе, на официальных встречах и переговорах, для предоставления контактной информации своим будущим клиентам. На деловых визитках обязательно указываются имя, фамилия, должность бизнесмена, а также название фирмы и вид её деятельности. В соответствии с общемировой практикой и по правилам русского языка сначала должны быть указаны имя, отчество, а затем — фамилия. В разработке визитки используется фирменный стиль компании и логотип. Такие визитки обычно имеют строгий дизайн. У государственных служащих и депутатов на визитной карточке может находиться изображение государственных знаков отличий, таких как флаг и герб страны. Деловая визитная карточка без адреса также не соответствует нормам этикета. Исключением являются дипломаты и высшие государственные должностные лица. Деловые визитки должны содержать максимально читаемые шрифты. Не рекомендуется применять сложные декоративные шрифты (если только этого не требует профиль вашей деятельности), курсивное, а также жирное начертание.

## История
Согласно первым упоминаниям в истории, визитки появились в Древнем Китае, между вторым и третьим веком до нашей эры. Китайские чиновники специальным указом обязывались иметь карточки на красной бумаге с написанными на них именем и занимаемой должностью. Эти визитки могут и сейчас служить образцом сдержанности и эстетичности: никаких лишних и неуместных деталей, кроме имени, фамилии и должности.
Образцы ранних китайских визиток — е 謁 (yè) эпохи Западная Хань — были обнаружены в Хуаншиянь в провинции Цзянсу. Они представляют собой пластинки из дерева 21,5×6,5 см. Помимо вручения при визитах, они также использовались в захоронениях для указания имени и статуса умершего
Первое историческое упоминание о визитке относится ко временам правления короля Людовика XIV. Появившись во Франции, визитка стала необходимостью, знаковым атрибутом и обязательным аксессуаром для представителей высших слоёв населения. Имея вид игральной карточки с именем визитёра (откуда и пошло название визитки — фр. Visite — визит), визитка презентовала своего обладателя с лучших его сторон. Визитки становились необходимостью с целым перечнем правил этикета по их обращению.
В XVI—XVII веках гравированные визитки (тогда они назывались — «визите-билетте») уже имели горожане Флоренции и Венеции. В это время там была отлично развита полиграфия. Изготовление визиток приобрело очертания особого вида искусства, которым занимались лучшие мастера того времени.
Германская аристократия следовала французскому опыту. Первая напечатанная визитка была найдена в Германии и датируется 1786 годом. Впоследствии визитки стали атрибутом также и среднего класса, однако они отсутствовали у простых сословий.

### В Российской империи
В России до революции в светском обществе визитные карточки должны были быть обязательно гравированные, а не напечатанные. Мужчине непозволительно было оставить карточку со своим адресом даме.
На следующий день после балов, вечеров или званых обедов гостям было необходимо отдавать благодарственные визиты (visites de digestion) — однако хозяева, как правило, в эти дни не принимали, и визитёры должны были, напоминая о себе, оставлять швейцару свою загнутую карточку. В Москве нередко разъезжающиеся с вечера гости сразу оставляли заблаговременно загнутые карточки швейцару, дав ему на чай; либо же по очереди кто-нибудь из родных или друзей развозил карточки сразу нескольких человек. Отправлять по почте или с курьером, а так же оставлять незагнутыми карточки было не принято.

### Фотокарточки
Фотографы-портретисты, чтобы успешно конкурировать с литографами и гравёрами, стремились делать фотографии большего размера и более импозантные. В 1854 году французский фотограф Андре-Адольф-Эжен Дисдери запатентовал в Париже «карт де визит» — фотоаппарат с четырьмя объективами, который делал восемь небольших фотографий размером 3,25×1,125 дюйма на «полной» фотопластинке формата 6,5×8,5 дюйма. Эти восемь фотографий, каждая из которых представляла собой визитную карточку размером 4×2,5 дюйма, продавались примерно за 4 доллара, более чем вдвое дешевле того, что обычно запрашивали портретные фотографы за один полноразмерный отпечаток. Новшество получило неожиданный успех, позволив не только расширить круг потенциальных клиентов, но и стать предметом коллекционирования. Огромным спросом стали пользоваться визитки знаменитостей, положившие начало культу звёзд. Но в 1866 году ненасытный спрос на «карт де визит» так же неожиданно прекратился, как и начался. Дисдери выдумывал различные новшества, чтобы вернуть к жизни свой угасающий бизнес, вроде фотографии на шёлке и керамике. Ничто не помогало. Он не смог победить дешевизну, которую сам породил, — цена «карт де визит» упала до одного доллара за дюжину.
Нужно было найти способ как-то хранить тысячи карточек, полученных от родственников или друзей, которые оставляли их после визитов или которыми обменивались в дни рождения и праздники. Выход был найден в виде альбомов для визитных карточек. Некоторые продавались по обычной цене, но были и искусно сделанные, переплетённые хорошо обработанной и дорогой кожей. Такой альбом стал обязательной принадлежностью, незаменимым предметом беседы в каждом салоне и художественной мастерской того времени.

## Размеры
- Самый популярный размер визитной карточки в странах СНГ — 90×50 мм.
- Широко используется формат, определённый в ISO 7810 ID-1, такой же размер имеют кредитные карты — 85,6×53,98 мм (3,370×2,125 дюйма по ISO), иногда 85×55 мм (в ЕС).
- Самым эффективным форматом в рекламе является размер, соответствующий параметрам секций кошельков и бумажников наиболее популярных и производимых моделей ISO 7810 ID-1.
- Реже встречается формат, основанный на формате бумаги A8 (определён в ISO 216 как 1/16 формата A4) — 74×52 мм.
- DIN C8 (1/16 формата C4) — 81×57 мм.
- В США в основном используется формат 3,5×2 дюйма (88,9×50,8 мм, иногда 89×51 мм).
- В Японии (формат яп. yongō) используется формат 91×55 мм (3,582×2,165 дюйма).
- Формат «Фото» — 100×65 мм.